# 최은경 (방송인)
최은경(崔恩慶, 1973년 1월 27일 ~ )은 대한민국의 전직 아나운서 겸 연기자다.
참고로 최은경은 1973년 1월생으로 당시, 입학 기준인 1972년 3월생~1973년 2월생들과 함께 만 6세인 1979년에 초등학교를 입학 해야 했으나, 조기입학 제도를 이용을 해, 1년 빨리 1971년 3월생~1972년 2월생들과 함께 만 5세인 1978년에 초등학교를 입학했다.
한편, 2002년 10월 21일 프리랜서 선언 후 KBS의 모든 프로그램에서 빠졌다가 2006년 가을개편 때 2TV 《여유만만》MC로 합류하여 KBS 복귀를 했으나 경비절감을 위한 외부 진행자 기용 자제 방침에 맞춰 2008년 가을  하차했으며 그 이후 KBS에 돌아오지 못했다.

## 학력
- 내동초등학교 (졸업)
- 마산제일여자중학교 (졸업)
- 마산여자고등학교 (졸업)
- 이화여자대학교 영어교육학과 90학번 (졸업)
- 연세대학교 언론홍보대학원 방송영상학과 (수료)

## 방송

### TV
- 1995년 KBS1 《세상은 넓다》
- 1996년 KBS2 《코미디 세상만사》 (방송순서안내)
- 1997년 KBS2 《탄생! 연예박사》
- 1997년 KBS2 《스타 퀴즈쇼》
- 1998년 KBS2 《확인 베일을 벗겨라》
- 2001년 KBS2 《톡톡 이브닝》
- 2001년 KBS2 《파워쇼 한중일 삼국지》
- 2001년 KBS1 《체험 삶의 현장》
- 2003년 SBS 《위기탈출 수호천사》
- 2003년 MBC 《까치가 울면》
- 2004년 MBC 《이현우 최은경의 좋은 예감》
- 2004년 MBC  《사람향기 폴폴》
- 2004년 스토리온 《어느 멋진 날》
- 2008, 2015년 KBS1 《도전! 골든벨》 (435회(첫도전), 762회(2번 이상 재도전)(전주리 아나운서 여자 마지막 MC)) (출신 동문으로 출연)
- 2005년 MBC 《해피타임》
- 2007년 KBS2 《남희석, 최은경의 여유만만》
- 2009년 MBC 《찾아라! 맛있는 TV》
- 2012년 채널A 《웰컴 투 시월드》
- 2012년 MBN 《속풀이쇼 동치미》
- 2013년 MBN 《가족 삼국지》
- 2015년 SBS  《동상이몽, 괜찮아 괜찮아》
- 2015년 TV조선 《인스턴트의 재발견! 간편밥상》
- 2016년 MBN 《스마일 어게인》
- 2024년 SBS 《신발 벗고 돌싱포맨》

### 라디오
- 1996년 KBS 2FM 《FM대행진》
- 2001년 KBS 제2라디오 《FM 인기가요》
- 2003년 KBS 2FM 《가요 광장》
- 2009년 MBC FM4U 《음악동네》
- 2016년 EBS 《책 읽는 라디오 낭독 시리즈》

### 드라마, 시트콤
- 2009년 MBC 일일시트콤 《태희 혜교 지현이》 - 최은경 역
- 2009년 MBC 일일시트콤 《지붕뚫고 하이킥!》 - 최은경 역
- 2012년 JTBC 수목드라마 《아내의 자격》 - 한명진 역
- 2013년 SBS 드라마스페셜 《상속자들》 - 예솔의 어머니 역
- 2014년 MBC 수목미니시리즈 《앙큼한 돌싱녀》 - 돌싱프로그램 '짝꿍'의 MC 역 (특별출연)
- 2015년 MBC 특별기획 주말드라마 《여왕의 꽃》 - 나 쉐프 역
- 2015년 SBS 토요드라마 《심야식당》 - 샛별 모 역
- 2016년 tvN 불금금토스페셜 《신데렐라와 네 명의 기사》 - 박수경 역
- 2019년 tvN 주말드라마 《로맨스는 별책부록》 - 오지율의 어머니 역
- 2023년 웹드라마 《프레시우먼》

### 광고
- 일동후디스
- LG텔레콤
- 구몬학습

## 기타
- 1995년 한국방송공사 21기 공채 아나운서 입사
- 2002년 한국방송공사 퇴사, 프리랜서 아나운서 선언
- 2004년 유니세프 모유 수유 홍보대사

## 수상
- 2003년 MBC 방송연예대상 공로상
- 2009년 MBC 방송연예대상 코미디/시트콤부문 여자 우수상